# Kauffmann-Olefinierung
Unter einer Kauffmann-Olefinierung versteht man eine von Thomas Kauffmann entwickelte Reaktion zum Überführen eines Ketons oder eines Aldehydes in eine Methylen-Gruppe (Methylenierung). Die Reaktion ist mit der Tebbe-Reaktion, der Wittig-Reaktion oder dem Lombardo-Reagenz verwandt.

## Herstellung des Reagenzes
Das Reagenz für die Kauffmann-Olefinierung wird in situ aus verschiedenen Molybdän- oder Wolframchloriden durch Umsetzung mit Methyllithium bei tiefen Temperaturen (−78 °C) hergestellt.
Das Olefinierungsreagenz entsteht beim Aufwärmen des Reaktionsgemisches. Es konnte anhand von  NMR-Studien gezeigt werden, dass es sich bei der reaktiven Spezies nicht um ein  Schrock-Carben (wie beispielsweise das Tebbe-Reagenz) handelt.

## Mechanismus
Mechanistische Untersuchungen haben gezeigt, dass es sich bei dem Olefinierungs-Prozess um eine Abfolge von Cycloadditions- und Cycloeliminierungsschritten besteht.

## Einsatzgebiet
Die Kauffmann-Olefinierung hat längere Zeit praktisch keine Beachtung in der Literatur gefunden. In jüngerer Zeit hat sie jedoch eine Anwendung in der Naturstoffsynthese als sehr mildes und nicht-basisches Olefinierungsreagenz gefunden.
Im Rahmen dieser Arbeit wurde eine Kombination aus dem Olefinierungsschritt und einer Olefinmetathese entwickelt.
Dabei ist bemerkenswert, dass die anorganischen Reaktionsprodukte der Kauffmann-Olefinierung den Metathese-Katalysator nicht zersetzt.